# Kościół katolicki w Nowej Zelandii

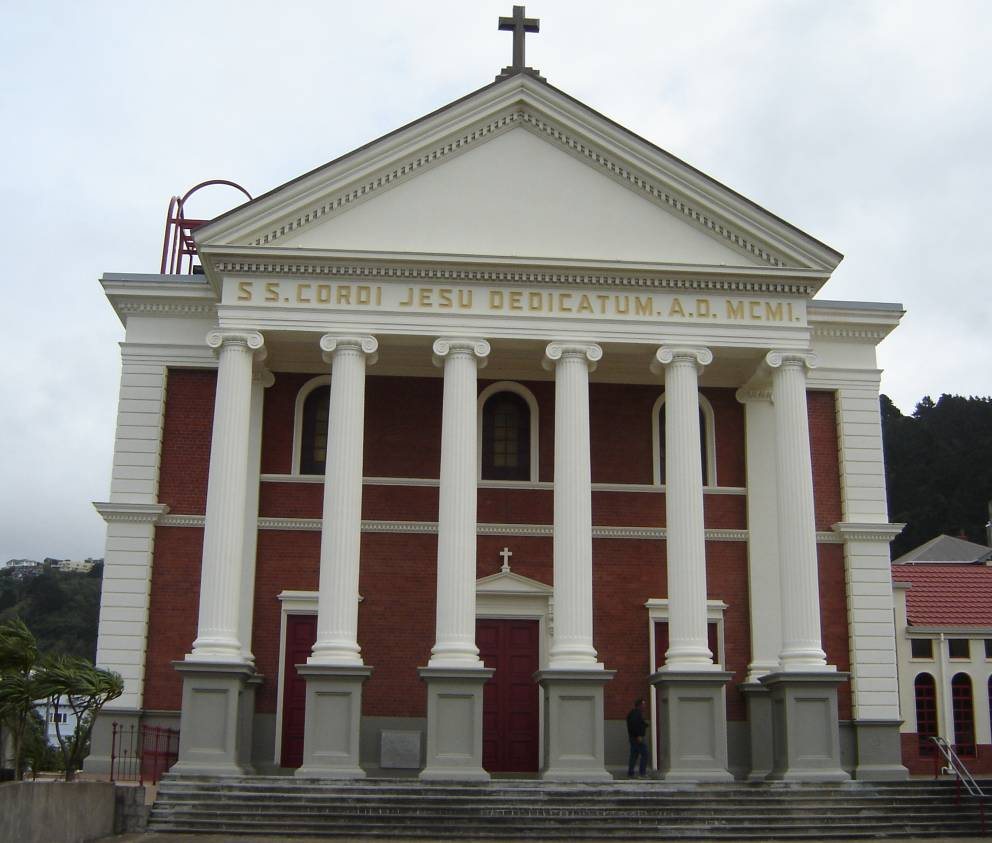
Archikatedra Świętego Serca Jezusowego w Wellington

Katedra św. Józefa w Dunedin

Kościół katolicki w Nowej Zelandii jest częścią powszechnego Kościoła katolickiego, z papieżem na czele. Liczba nowozelandzkich katolików szacowana jest na 459 tysięcy osób, co stanowi 11,63% ludności kraju. Duchowieństwo liczy 518 kapłanów, pracujących w 271 parafiach (2005). Zdecydowaną większość nowozelandzkich wiernych stanowią katolicy obrządku łacińskiego. 
Cała Nowa Zelandia stanowi jedną metropolię, na czele której stoi arcybiskup metropolita Wellington, potocznie często nazywany też metropolitą Nowej Zelandii. Od 2005 roku urząd ten sprawuje abp John Dew. W skład metropolii wchodzi jedna archidiecezja i pięć diecezji. Nowa Zelandia posiada też katolicki ordynariat polowy, formalnie podległy bezpośrednio Stolicy Apostolskiej, jednak w praktyce pozostający w unii personalnej z archidiecezją Wellington.
Trzech Nowozelandczyków w historii było kardynałami. Jedynym żyjącym spośród nich jest kard. Thomas Stafford Williams, arcybiskup senior Wellington, który jednak od 20 marca 2010 nie może już brać udziału w konklawe ze względu na przekroczenie maksymalnego wieku elektora. 

## Podział administracyjny
- Archidiecezja Wellington
- Diecezja Auckland
- Diecezja Christchurch
- Diecezja Dunedin
- Diecezja Hamilton
- Diecezja Palmerston North
- Ordynariat polowy